# Hardivillers
Hardivillers es una comuna francesa situada en el departamento de Oise, en la región de Alta Francia.

## Demografía
| 435 | 411 | 422 | 408 | 481 | 533 | 540 |
| Para los censos de 1962 a 1999 la población legal corresponde a la población sin duplicidades (Fuente: INSEE [Consultar]) |     |     |     |     |     |     |